# Tauernkogel (Tennengebirge)
Tauernkogel är ett berg i Österrike.   Det ligger i bergsområdet Tennengebirge i distriktet Sankt Johann im Pongau och förbundslandet Salzburg, i den centrala delen av landet, 240 km väster om huvudstaden Wien. Toppen på Tauernkogel är 2 247 meter över havet. Tauernkogel ingår i Tennengebirge.
Terrängen runt Tauernkogel är huvudsakligen bergig, men åt sydväst är den kuperad. Närmaste större samhälle är Abtenau, 7,9 km norr om Tauernkogel. 
I omgivningarna runt Tauernkogel växer i huvudsak blandskog. Runt Tauernkogel är det ganska glesbefolkat, med 45 invånare per kvadratkilometer.